# Cédric Burdet
Cédric Burdet (* 15. November 1974 in Belley/Frankreich) ist ein ehemaliger französischer Handballspieler. Er ist Ritter der französischen Ehrenlegion.
Cédric Burdet erhielt seinen ersten Profivertrag bei Chambéry Savoie HB. Mit den Männern aus Savoyen stieg der rechte Rückraumspieler 1994 in die 1. französische Liga auf. Nach einem Jahr in der höchsten Spielklasse wurde Burdet vom damaligen französischen Meister Montpellier HB verpflichtet. Dort gewann er 1998, 1999, 2000, 2002 sowie 2003 die französische Meisterschaft, 1999, 2000, 2001, 2002 sowie 2003 den französischen Pokal und als Höhepunkt 2003 die EHF Champions League. Daraufhin ging Burdet ins Ausland, und zwar in die deutsche Handball-Bundesliga zum VfL Gummersbach. Dort gewann Burdet aber keine weiteren Titel und stand die meiste Zeit über im Schatten von Kyung-Shin Yoon. So kehrte er 2006 zurück nach Montpellier, wo er 2007 den französischen Ligapokal und 2008, 2009 die Meisterschaft gewann. 2009 beendete Burdet seine Karriere.
Cédric Burdet bestritt 227 Länderspiele für die französische Männer-Handballnationalmannschaft. Mit Frankreich gewann er bei den Weltmeisterschaften 1997 und 2003 jeweils WM-Bronze. Bei der Handball-Europameisterschaft 2006 fehlte Burdet verletzungsbedingt. An der Handball-Weltmeisterschaft der Männer 2007 in Deutschland nahm er teil, scheiterte mit Frankreich aber im Halbfinale am deutschen Team und belegte am Ende den 4. Platz. Bei den Olympischen Spielen 2008 holte er sich die Goldmedaille.